# Ялина сербська
Ялина сербська (Picea omorika) — вид роду ялина родини соснових.

## Морфологічна характеристика

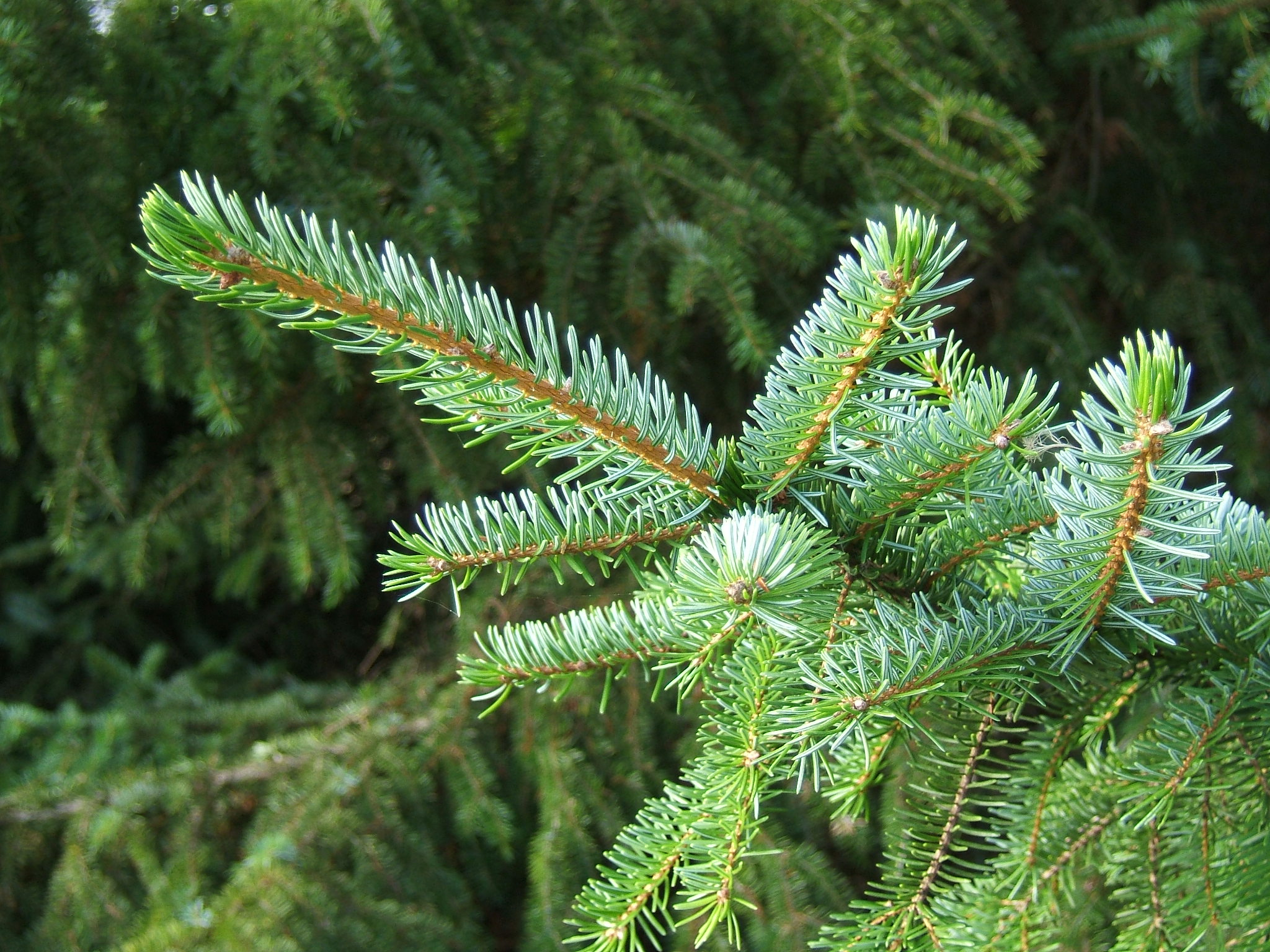
Гілка

Вузько-пірамідальне, вічнозелене, пряме дерево 50 м у висоту. Кора тонка, червоно-коричнева. Хвоя 8–20 мм завдовжки, до 2 мм в ширину; темно-зелена на верхній стороні. Пилкові шишки світло-червоні, насіннєві — фіолетові. Квітне від кінця квітня по червень, залежно від середовища проживання. Шишки 5–6 см завдовжки, червоно-коричневі, дозрівають у вересні — листопаді. Насіння 2–3 мм довжиною, з крила 5–8 мм.

## Поширення, екологія
Країни проживання: Сербія; Боснія і Герцеговина. Сербія: зростає на вапняках в західній Сербії між 1000 і 1500 м, головним чином, на дуже крутих північних схилах. Клімат характеризується дуже високою вологістю, опади рівномірно розподілені по року, взимку високий сніговий покрив і низькі температури. Боснія і Герцеговина: зустрічається на крайній півночі на північному заході, на вапнякових схилах (іноді різких), який накладений на магматичний матеріал на висотах від 800–1450 м.
В Україні вид культивують у ботанічних садах та парках.

## Використання
Сьогодні колекції насіння часто використовуються для комерційного лісового господарства.

## Загрози та охорона
До середини XIX-го століття природний діапазон поширення був більшим і менш роз'єднаним, аніж сьогодні. Пожежі, можливо, були найбільшою загрозою. У Сербії, всі місця, крім одного, захищені в межах Національного Парку Тара. У Боснії та Герцеговині всі поселення сосни захищені національним законодавством. Широко вирощується в садах в північній Європі.

## Галерея

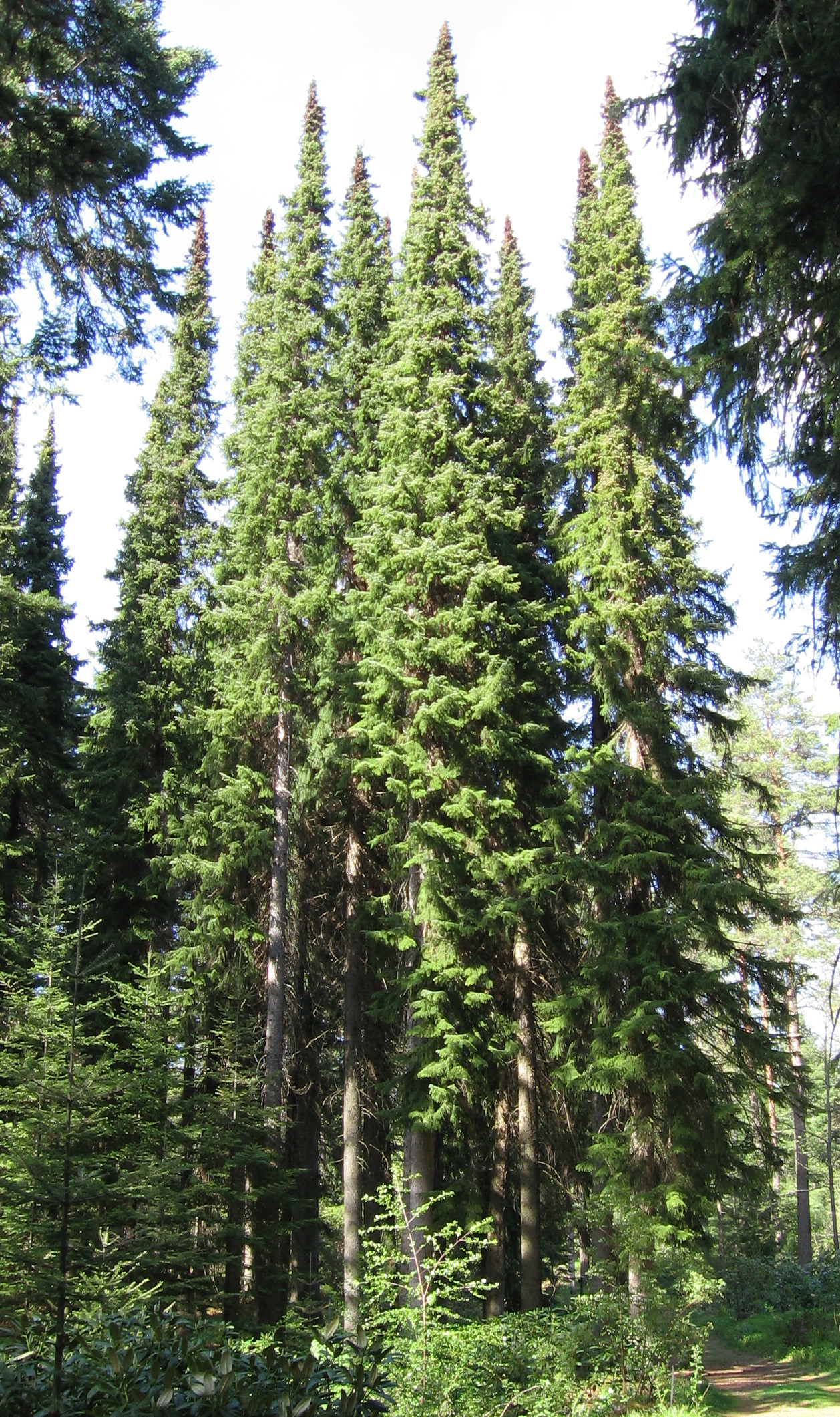
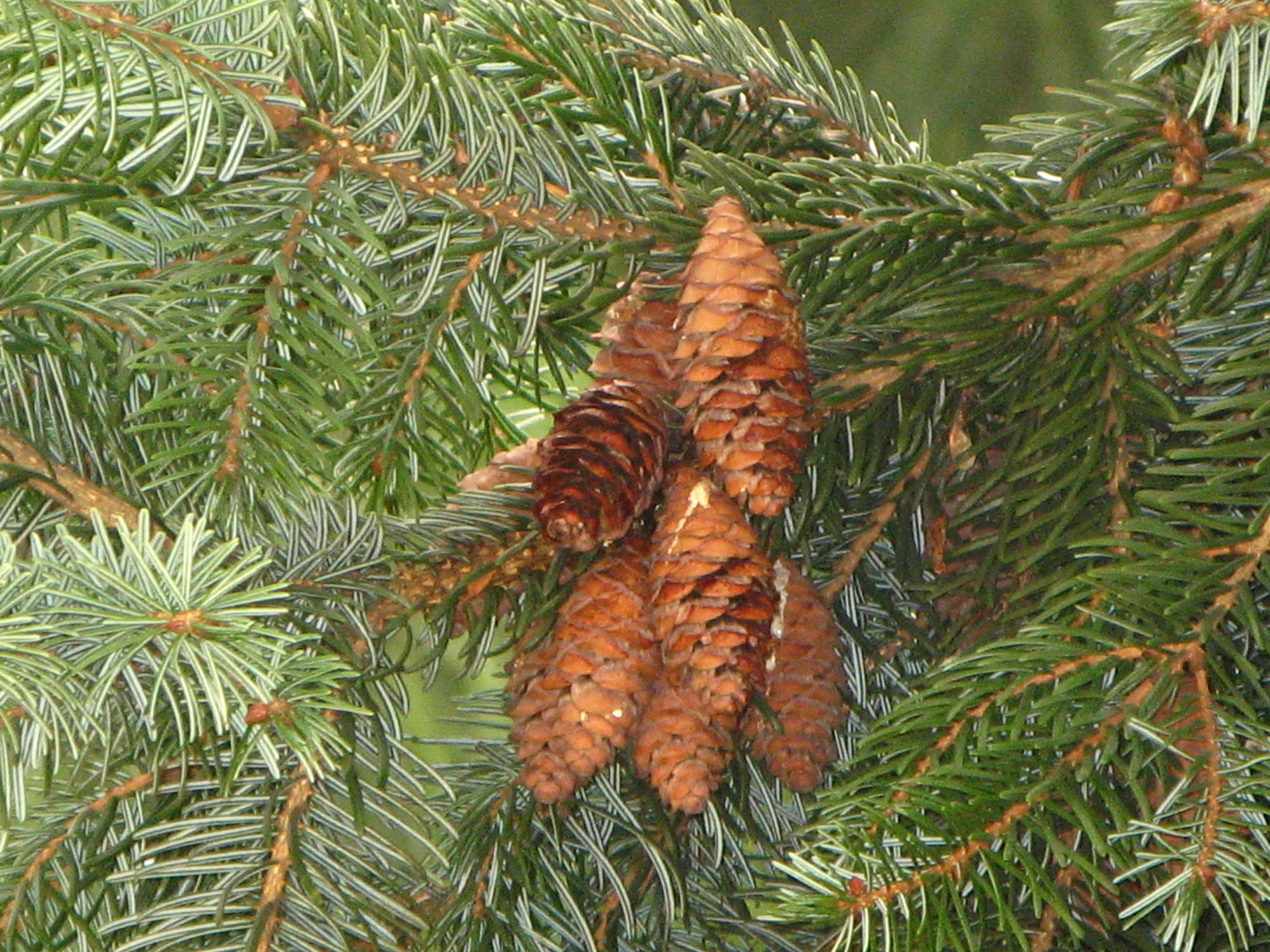
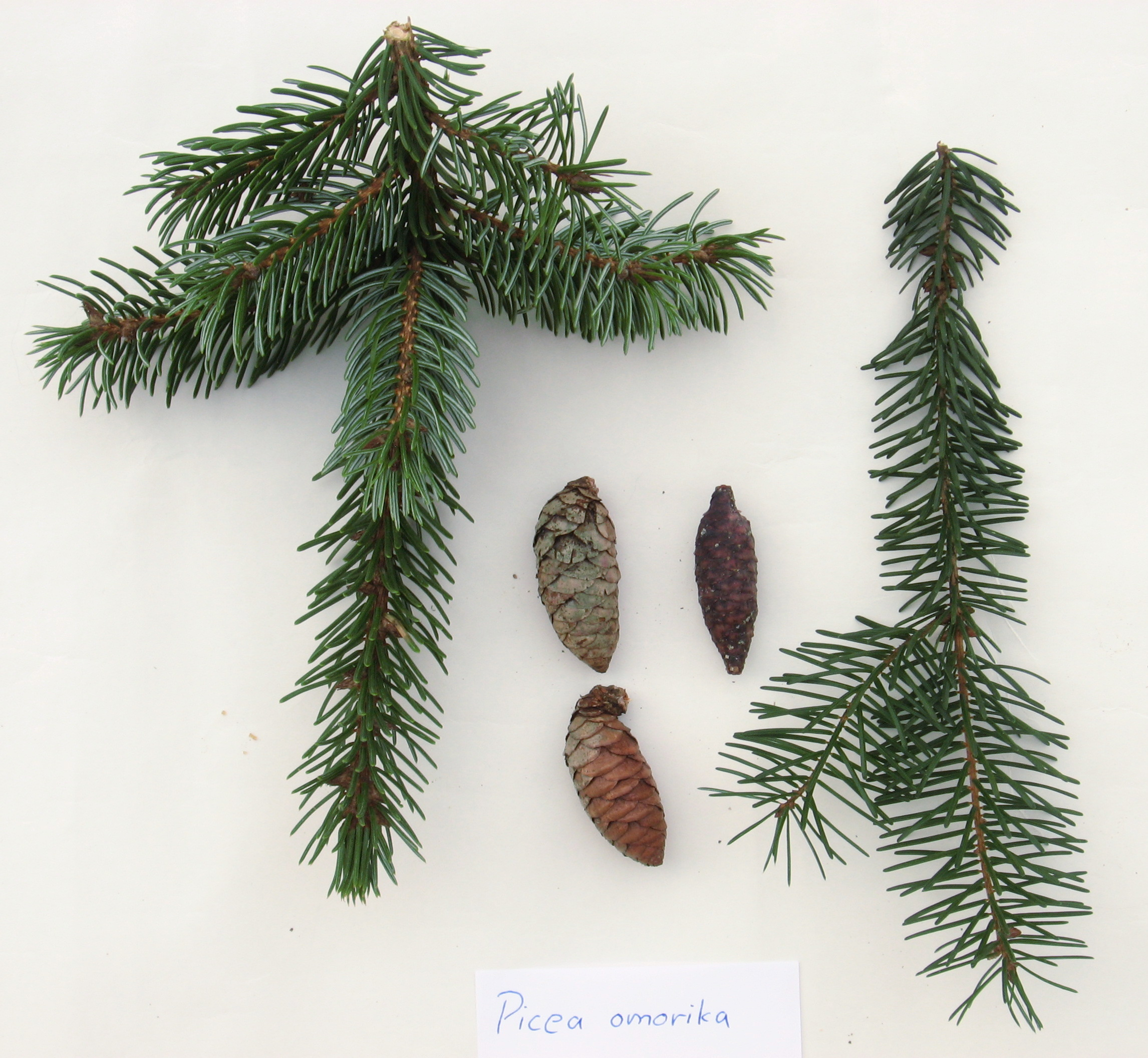

| Соснові | Це незавершена стаття про родину соснові. Ви можете допомогти проєкту, виправивши або дописавши її. |